# Nesopupa rodriguezensis
Nesopupa rodriguezensis é uma espécie de gastrópode  da família Pupillidae.
É endémica de Maurícia.